# 安井慎太郎
安井 慎太郎（やすい しんたろう、1984年12月7日 - ）は、2018年現在トップチャレンジリーグ三菱重工相模原ダイナボアーズに所属するラグビー選手。

## プロフィール
- 神奈川県出身[1]。
- ポジションはセンター(CTB)。
- 身長 178cm、体重 85kg
- ニックネームはヤス、シンタロウ、マユゲ、ポコ、ポコティ。

## 略歴
中学1年生からラグビーを始めた。
2003年、湘南工科大附高校卒業後、日本大学に入る。
2007年、日本大学卒業後、三菱重工相模原ダイナボアーズに加入。同年10月28日に行われたジャパンラグビートップリーグ第1節の九州電力キューデンヴォルテクス戦に先発出場で公式戦初出場を果たす。